# Nicholas Garlick
Pour les articles homonymes, voir Garlick.
Nicholas Garlick, Né en 1555 à Dinting, Glossop dans le Derbyshire en Angleterre et mort exécuté à Derby le 24 juillet 1588 est un prêtre martyr catholique anglais sous le règne d'Élizabeth Ire.

## Biographie
Homme de culture ayant reçu une excellente éducation classique à Oxford au Worcester College (autrefois Gloucester Hall), sans avoir été diplômé du fait de son appartenance à l'Église catholique, il exerce pendant près de 7 ans la profession de professeur des écoles à Tideswell. Se sentant une vocation de prêtre il s'embarque clandestinement pour la France en juin 1581. Avec lui 3 de ses "convertis", dont Christophe Buxton, l'accompagne. Il est inscrit au collège anglais de Douai, collège dépendant de l'Université de Reims. Un an plus tard il est ordonné prêtre dans cette même ville. Immédiatement il retourne en Angleterre et pendant plusieurs années vit caché dans les Midlands avant d'être arrêté et d'être condamné à l'exile en 1585. Refusant l'exile il revient en Angleterre et continue sa mission avant d'être à nouveau arrêté en 1588 alors qu'il était caché avec un autre prêtre Robert Ludlam chez John FitzHerbert à Grindleford dans le Derbyshire. Dans sa prison il retrouve aussi Richard Simpson. Ils sont tous les trois accusés de prosélytisme. Après un procès dans le résultat était connu d'avance il est condamné à mort. Il subit le supplice réservé aux traîtres à savoir pendaison, éviscération et écartèlement. Le même jour il est exécuté sur le pont Sainte Marie de Derby avec Robert Ludlam et Richard Simpson.

## Vénération
Déclaré bienheureux par Jean-Paul II en 1987 Nicholas Garlick est l'un des quatre-vingt-cinq Quatre-vingt-cinq martyrs d'Angleterre et de Galles béatifié par ce dernier. Figurant aussi dans la liste des martyrs de Douai il est vénéré par l'Église catholique le 24 juillet.